# La metamorfosis del vampiro
La metamorfosis del vampiro (Les Métamorphoses du vampire) es uno de los "poemas inmorales" de Charles Baudelaire que fueron censurados de su libro de poemas Las flores del mal, publicado en 1857.
Bajo la figura del vampiro Baudelaire une los temas el amor y la muerte. La mujer vampiro es un monstruo erótico, evocando un cuerpo erótico de carne y deseo con connotaciones sexuales como boca de fresa, labios húmedos, etc. La mujer vampiro desea beber la sangre y la inspiración del poeta. 
El amor toma la forma de un culto infernal a la mujer, un sacrificio que no recibe nada a cambio, convirtiéndose en condenación y prisión de quien cae en él.
Los contemporáneos de Baudelaire consideraron que la segunda parte del poema era un castigo al demonio de la voluptuosidad, así como una referencia a la sífilis que marcó la vida del autor y quizás una referencia a una mujer que le rechazó.